# Anna Berecz
 Anna Berecz (Boedapest, 4 september 1988) is een Hongaarse voormalige alpineskiester. Ze nam tweemaal deel aan de Olympische Winterspelen, maar behaalde geen medaille.

## Carrière
Berecz maakte haar wereldbekerdebuut in januari 2007 tijdens de reuzenslalom in Cortina d'Ampezzo. Ze stond nog nooit op het podium van een wereldbekerwedstrijd.
Op de Olympische Winterspelen 2010 liet Berecz als beste resultaat een 27e plaats in de supercombinatie optekenen. 4 jaar later, op de Olympische winterspelen 2014 eindigde ze 21e op de supercombinatie en 28e op de Super G.

## Resultaten

### Wereldkampioenschappen
| Jaar | Plaats                 | Resultaten                                                               |
| ---- | ---------------------- | ------------------------------------------------------------------------ |
| 2007 | Åre                    | 42e Slalom 53e Reuzenslalom                                              |
| 2009 | Val d'Isère            | 34e Super G 39e Reuzenslalom DNF Slalom                                  |
| 2011 | Garmisch-Partenkirchen | 27e Supercombinatie 33e Afdaling 36e Super G 39e Slalom 62e Reuzenslalom |
| 2013 | Schladming             | 48e Reuzenslalom 58e Slalom DNS1 Super G                                 |
| 2015 | Vail/Beaver Creek      | 54e Slalom 69e Reuzenslalom                                              |

### Olympische Spelen
| Jaar | Plaats    | Resultaten                                                               |
| ---- | --------- | ------------------------------------------------------------------------ |
| 2010 | Vancouver | 27e Supercombinatie 35e Afdaling 42e Reuzenslalom 45e Slalom DNF Super G |
| 2014 | Sotsji    | 21e Supercombinatie 28e Super G 35e Afdaling 35e Slalom 48e Reuzenslalom |